# Carl Quist Møller
Carl Quist Møller (født 24. juni 1964) er en dansk forfatter, tegner, illustrator, animator, skuespiller og trommeslager. Han er søn af tegneren og forfatteren Flemming Quist Møller.

## Uddannelse
Carl Quist Møller blev uddannet animator fra Dansk Tegnefilm Kompagni hos Jannik Hastrup og gik herefter på "Tegning og grafik"-linjen på Danmarks Designskole i København.

## Karriere
Blandt Carl Quist Møllers mest omtalte tegninger er Jungledyret Hugo, men det er ikke det eneste dyr i Carl Quist Møllers verden. Den indeholder også dyr som Dovendyret Erna, Brøleaben Ebbe og Ællingen Ægir, der opfandt rap-musikken. Han debuterede som forfatter i 1997 med børnebogen "Frøen og andre historier". Carl Quist Møller blev især kendt som fortæller på "Fjernsyn for dig", da han i 1997 fortalte den første række af "løgnehistorier", der var målrettet børn i alle aldre. Siden har Carl Quist Møller arbejdet med konceptet "løgnehistorier" i hele sit kunstneriske virke. Løgnehistorierne er bl.a. blevet udgivet som bøger og bragte ham i 1999 Dansklærerforeningens Forfatterpris. Carl Quist Møller fortæller i dag løgnehistorier til 700 børn ad gangen rundt om på landets skoler og biblioteker. Som skuespiller har han bl.a. medvirket i spillefilmene "Cirkus Casablanca", "Har du set Alice?", "Løgnhalsen" og "Barndommens gade". Sammen med Mikael Fock skrev han og optrådte i multimedieforestillingen "Den Tredje Tango" på Kaleidoskop.

## Filmografi

### Skuespiller
- Cirkus Casablanca (1981)
- Har du set Alice? (1981)
- Barndommens gade (1986)
- Kedsomhedens gåde (1986)
- Guldregn (1986)
- Sneblind (1990)
- Jungledyret Hugo (1993)

### Animator
- Samson og Sally (1984)
- Strit og Stumme (1987)
- Jungledyret Hugo (1993)
- "Løgnhalsen, tv serie"(2008)

### Kunstner
- Jungledyret Hugo (1993)
- Aberne og det hemmelige våben (1995)

### Komponist
- Motello (1998)